# Communauté de communes Ventoux Sud
La  Communauté de communes Ventoux Sud est une communauté de communes française à Fiscalité Professionnelle Unique (FPU), située dans les départements de Vaucluse et de la Drôme. Elle est créée le 1er janvier 2013 à la suite de la fusion de la communauté de communes des Terrasses du Ventoux et de la communauté de communes du Pays de Sault.

## Composition
La communauté de communes est composée des 11 communes suivantes :

| Nom                | Code Insee | Gentilé        | Superficie (km2) | Population (dernière pop. légale) | Densité (hab./km2) |
| ------------------ | ---------- | -------------- | ---------------- | --------------------------------- | ------------------ |
| Sault (siège)      | 84123      | Saltésiens     | 111,15           | 1 348 (2022)                      | 12                 |
| Aurel              | 84005      | Auréliens      | 28,9             | 186 (2022)                        | 6,4                |
| Blauvac            | 84018      | Blauvacois     | 20,8             | 555 (2022)                        | 27                 |
| Ferrassières       | 26135      | Ferrassièrois  | 29,27            | 123 (2022)                        | 4,2                |
| Malemort-du-Comtat | 84070      | Malemortais    | 11,92            | 1 952 (2022)                      | 164                |
| Méthamis           | 84075      | Méthamisois    | 36,81            | 453 (2022)                        | 12                 |
| Monieux            | 84079      | Moniliens      | 47,12            | 268 (2022)                        | 5,7                |
| Mormoiron          | 84082      | Mormoironnais  | 25,03            | 1 882 (2022)                      | 75                 |
| Saint-Christol     | 84107      | Christolains   | 46,08            | 1 416 (2022)                      | 31                 |
| Saint-Trinit       | 84120      | Trinitosantais | 16,66            | 120 (2022)                        | 7,2                |
| Villes-sur-Auzon   | 84148      | Villois        | 27,08            | 1 292 (2022)                      | 48                 |

## Démographie
| 1968  | 1975  | 1982  | 1990  | 1999  | 2010  | 2015  | 2021  |
| ----- | ----- | ----- | ----- | ----- | ----- | ----- | ----- |
| 5 459 | 5 023 | 5 626 | 6 110 | 6 873 | 9 049 | 9 416 | 9 556 |

## Compétences
- Aménagement de l'espace communautaire

- Participation et Élaboration au Schéma de Cohérence Territoriale (SCOT) de l'Arc Comtat Ventoux

- Création et réalisation de Zones d'Aménagement Concerté (ZAC) d'intérêt communautaire

- Actions de développement économique

- Création, aménagement, entretien et gestion de zone d'activités industrielle, commerciale, tertiaire, artisanale ou touristique, portuaire et aéroportuaire d'intérêt communautaire

- Actions de développement économique d'intérêt communautaire

- Aménagement, entretien et exploitation d’équipements industriels, artisanaux et agricoles

- Maintien, soutien et développement dans les domaines agricole, commercial, artisanal et tertiaire

- Aide au développement et au maintien des réseaux et infrastructures de télécommunication

- Protection et mise en valeur de l'environnement

- Collecte, transport, élimination ou valorisation des déchets des ménages et assimilés, des encombrants et des monstres 

- Création, entretien et exploitation des déchetteries 

- Aménagement, entretien et exploitation de tout site participant au développement du tri sélectif

- Action sociale

- Gestion des contrats Enfance Jeunesse signés avec la Caisse d'Allocations Familiales et la Mutualité Sociale Agricole

- Création et gestion d'Accueil de Loisirs Sans Hébergements (ALSH) et camps d'adolescents

- Création, aménagement et gestion des crèches

- Création, aménagement, entretien de la voirie d'intérêt communautaire
- Construction, aménagement, entretien et gestion des équipements scolaires d’intérêt communautaire
- Actions Éducatives

- Mise en place et gestion d’actions et de services d’interventions en milieu scolaire (activités sportives, culturelles et d’éveil musical)

- Répartition et contribution à des charges de fonctionnement scolaire et extrascolaire

- Politiques touristiques et patrimoniales

- Aménagement et gestion de structures d’hébergements intercommunaux

- Mise en place et gestion d’informations touristiques

- Mise en place et perception de la Taxe de séjour

- Électrification
- Transports scolaires

- Gestion administrative des services de transports scolaires

- Étude des besoins en vue d'établir un schéma de desserte des transports scolaires

- Élaboration du plan d’accessibilité de la voirie et des aménagements des espaces publics
- Aide aux communes en faveur du maintien des services publics

## Administration (2014)
| Fonction        | Nom             | Qualité                                     |
| --------------- | --------------- | ------------------------------------------- |
| Président       | Max Raspail     | Conseiller Départemental - Maire de Blauvac |
| Vice-Président  | Alain Gabert    | Maire de Monieux, conseiller régional       |
| Vice-Président  | Ghislain Roux   | Maire de Malemort-du-Comtat                 |
| Vice-Président  | Claude Labro    | Maire de Sault                              |
| Vice-Présidente | Marylène Jean   | Conseillère municipale- Villes-sur-Auzon    |
| Vice-Président  | Henri Bonnefoy  | Maire de Saint-Christol                     |
| Vice-Président  | Régis Silvestre | Maire de Mormoiron                          |

## Historique
création le 1er janvier 2013